# Elecciones municipales de España de 1933
Las elecciones municipales del 23 de abril de 1933 tuvieron lugar en casi 2500 municipios españoles, aquellos donde no había habido elecciones municipales en 1931. Fueron las primeras elecciones en España en las que las mujeres participaron como electoras.

## Extensión de las elecciones
Las elecciones municipales de 1931 se habían llevado a cabo según la ley electoral de la monarquía (la denominada Ley Maura). Según su artículo 29, en caso de no presentarse más que una candidatura, sus integrantes se convertían automáticamente en concejales, sin necesitar la celebración de las elecciones. Dicho artículo fue derogado mediante el decreto electoral de 8 de mayo de 1931, que establecía la nueva legislación electoral de la República. En octubre de 1932 los concejales así elegidos fueron sustituidos por comisiones gestoras.
Para solventar la circunstancia de que dichos ayuntamientos carecían de un consistorio elegido por los ciudadanos, se convocaron elecciones en todos los municipios en los que no se hubiesen celebrado elecciones (salvo en Cataluña, ya que según el artículo 10 del estatuto de autonomía catalán, en vigor desde 1932, las competencias sobre elecciones municipales estaba en manos de la Generalidad de Cataluña; convocándose elecciones a todos los municipios catalanes el 14 de enero de 1934). Se trataba de unos 2500 pequeños municipios, concentrados fundamentalmente en las provincias de Álava, Ávila, Burgos, Cuenca, Huesca, León, Lugo, Navarra, Palencia, Salamanca, Santa Cruz de Tenerife, Segovia, Teruel, Toledo, Valladolid, Zamora y Zaragoza. representando aproximadamente a un 12,89% del censo electoral. En su mayoría, las provincias con mayor número de concejales a elegir eran de claro carácter conservador y católico.

## Resultados
Los resultados de las elecciones no fueron publicados oficialmente. Los únicos datos definitivos son los publicados por el Anuario Estadístico de España de 1934 en sus páginas 650 y 651. En él aparecen tanto los datos del número de localidades afectadas y concejales elegidos, como los resultados definitivos. Sin embargo, estos datos son poco útiles porque los agrega en tres grupos: socialistas, derecha católica y republicanos, incluyendo en este último grupo a los republicanos que apoyaban al gobierno y a los que poco a poco habían ido abandonando la coalición gubernamental, como los conservadores o los radicales. Datos más desglosados aparecieron publicados en la prensa el día 25 de abril, que los había obtenido del Ministerio de Gobernación, pero solo referidos al 84,1% de los concejales; y en la obra de los periodistas franceses Germaine Picard-Moch y Jules-Moch, L'Espagne republicaine: l'oeuvre d'une révolution, esta vez referidos al 93,4% del escrutinio (y posiblemente obtenidos también del Ministerio de Gobernación). Según el Anuario, hubo elecciones en 2 653 municipios, para elegir a 19 103 concejales. Finalmente sólo se eligió a 19 068, puesto que en unos pocos municipios las elecciones fueron anuladas y se tuvo que nombrar una comisión gestora. Los datos sin desglose de partidos republicanos es la siguiente:
| Coalición o tendencia        | Coalición o tendencia | Concejales (según los resultados facilitados por el Ministerio de Gobernación el 25 de abril de 1933 con un 84,1% de los concejales adjudicados) | Concejales (según los datos de L'Espagne republicaine con un 93,4 por los concejales adjudicados) | Concejales (según los datos del Anuario Estadístico de España de 1934) |
| ---------------------------- | --------------------- | --- | ------------------------------------------------------------------------------------------------- | ---------------------------------------------------------------------- |
| PSOE                         | PSOE                  | 1826 | 2024                                                                                              | 2019                                                                   |
| Partidos republicanos        | Partidos republicanos | 7976 | 8879                                                                                              | 9436                                                                   |
| Partidos de derecha católica | · Agrarios            | 2964 | 3382                                                                                              | 4029                                                                   |
| Partidos de derecha católica | · Acción Popular      | 395 | 410                                                                                               | 360                                                                    |
| Partidos de derecha católica | · Tradicionalistas    | 395 | 410                                                                                               | 360                                                                    |
| Otros                        | Otros                 | 2384 | 2626                                                                                              | 2564                                                                   |
| Total                        | Total                 | 16 031 | 17 809                                                                                            | 19 068                                                                 |

El desglose por partidos, sin embargo, sólo aparece en la prensa del día 25 (resultados que han solido darse como definitivos por la historiografía) y en el libro de Picard-Moch y Moch.
| Coalición o tendencia | Concejales (según los resultados facilitados por el Ministerio de Gobernación el 25 de abril de 1933 con un 84,1% de los concejales adjudicados) | Concejales (según los datos de Piccard-Moch con un 93,4 por los concejales adjudicados) |
| --- | --- | --------------------------------------------------------------------------------------- |
| Partidos del gobierno: · PSOE · Partido Radical Socialista · Acción Republicana · Federación Republicana Gallega · Otros             | 5084 · 1826 · 1730 · 1202 · 131 · 159 | 5496 · 2024 · 1845 · 1319 · 149 · 159                                                   |
| Derechas no republicanas (agrarios, tradicionalistas, Partido Nacionalista Vasco, Acción Popular, otros)                             | 4954 |                                                                                         |
| Republicanos opositores (Partido Radical, Partido Republicano Conservador, Partido Republicano Progresista, otros) · Partido Radical | 4206 · 2479 |                                                                                         |

## Consecuencias
En términos estrictamente numéricos, las elecciones podían interpretarse un triunfo de los partidos de la oposición, ya que poco menos de un tercio de los concejales elegidos formaban parte de los partidos que formaban el gobierno de la República.